# NGC 220

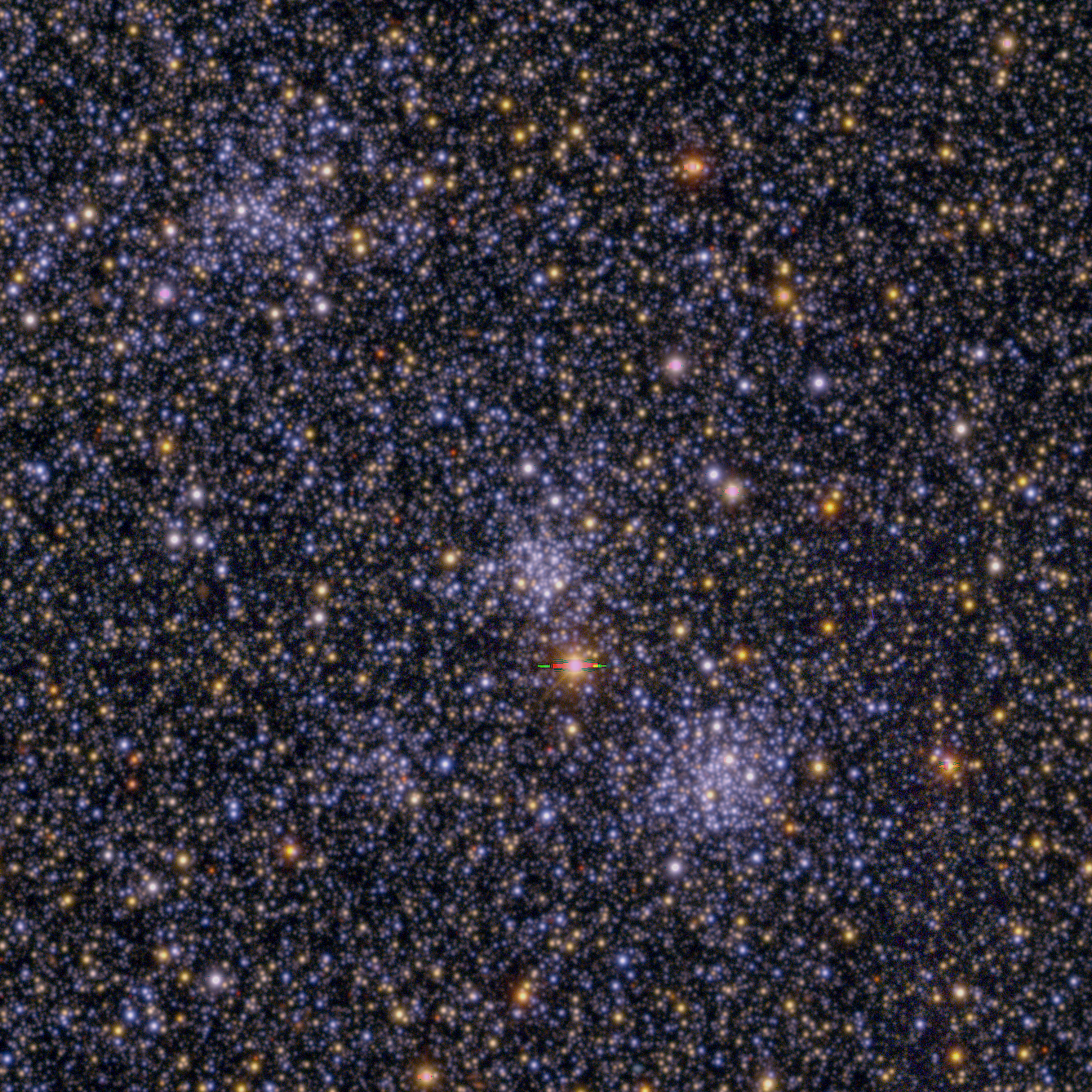
Los cúmulos estelares NGC 220, NGC 222 y NGC 231 captados con DECam (Dark Energy Cam)

NGC  220 es un cúmulo abierto  es un cúmulo abierto ubicado en la Pequeña Nube de Magallanes. Se encuentra en la constelación de Tucana. Fue descubierto el 12 de agosto de 1834 por John Herschel.